# دالاس وارد
دالاس وارد (بالإنجليزية: Dallas Ward)‏ هو لاعب كرة قدم أمريكية أمريكي، ولد في 11 أغسطس 1906 في ليكسينغتون في الولايات المتحدة، وتوفي في 1 فبراير 1983 في بولدر في الولايات المتحدة.

## وصلات خارجية
- دالاس وارد على موقع قاعة كولورادو للمشاهير الرياضية (الإنجليزية)